# 11673 Baur
11673 Baur este un asteroid din centura principală de asteroizi.

## Descriere
11673 Baur este un asteroid din centura principală de asteroizi. A fost descoperit pe 26 ianuarie 1998 la observatorul astronomic din Farra d'Isonzo. Asteroidul prezintă o orbită caracterizată de o semiaxă mare de 2,22 ua, o excentricitate de 0,09 și o înclinație de 2,3° în raport cu ecliptica.